# Foton (czasopismo)
„Foton” – czasopismo o tematyce fizycznej wydawane przez Instytut Fizyki Uniwersytetu Jagiellońskiego w Krakowie, przeznaczone dla nauczycieli i studentów fizyki oraz uczniów interesujących się fizyką.
Ukazuje się od 1991 roku i jest blisko stustronicowym, regularnie wydawanym kwartalnikiem poświęconym głównie fizyce, jej dydaktyce, historii i popularyzacji. Od lata 2008 do „Fotonu” dołączane jest „Neutrino” – czasopismo na temat fizyki i astronomii skierowane do młodszych uczniów.
„Foton” jest biuletynem Sekcji Nauczycielskiej Polskiego Towarzystwa Fizycznego. Redaktorką naczelną jest Zofia Gołąb-Meyer. Najnowsze numery są w całości dostępne w formie elektronicznej na witrynie internetowej czasopisma.